# Монтелепре
Монтелепре (итал. Montelepre) — коммуна в Италии, располагается в регионе Сицилия, подчиняется административному центру Палермо.
Население составляет 6202 человека (на 2004 г.), плотность населения составляет 680 чел./км². Занимает площадь 9 км². Почтовый индекс — 90040. Телефонный код — 091.
В коммуне особо почитается святой Крест Господень. Праздник ежегодно празднуется 13 июня.
Город является родиной Сальваторе Джулиано (ит. Salvatore Giuliano) — сицилийский бандит и сепаратист, легендарный борец за независимость Сицилии от Италии. Один из главных героев книги Марио Пьюзо «Сицилиец».